# Sigrid Blomberg
Emma Emilia Sigrid Charlotte Blomberg (Fliseryd, 17 oktober 1863 – Karlstad, 28 januari 1941) was een Zweeds beeldhouwster die voornamelijk religieuze kunst maakte. Een van haar bekendste werken is het marmeren beeldhouwwerk Bebådelsen ('De annunciatie', 1900), het eerste beeldhouwwerk van een vrouwelijke kunstenaar in het Nationalmuseum in Stockholm. In 1912 moest ze haar werk als beeldhouwer opgeven door slecht zicht en werd ze boekbinder.

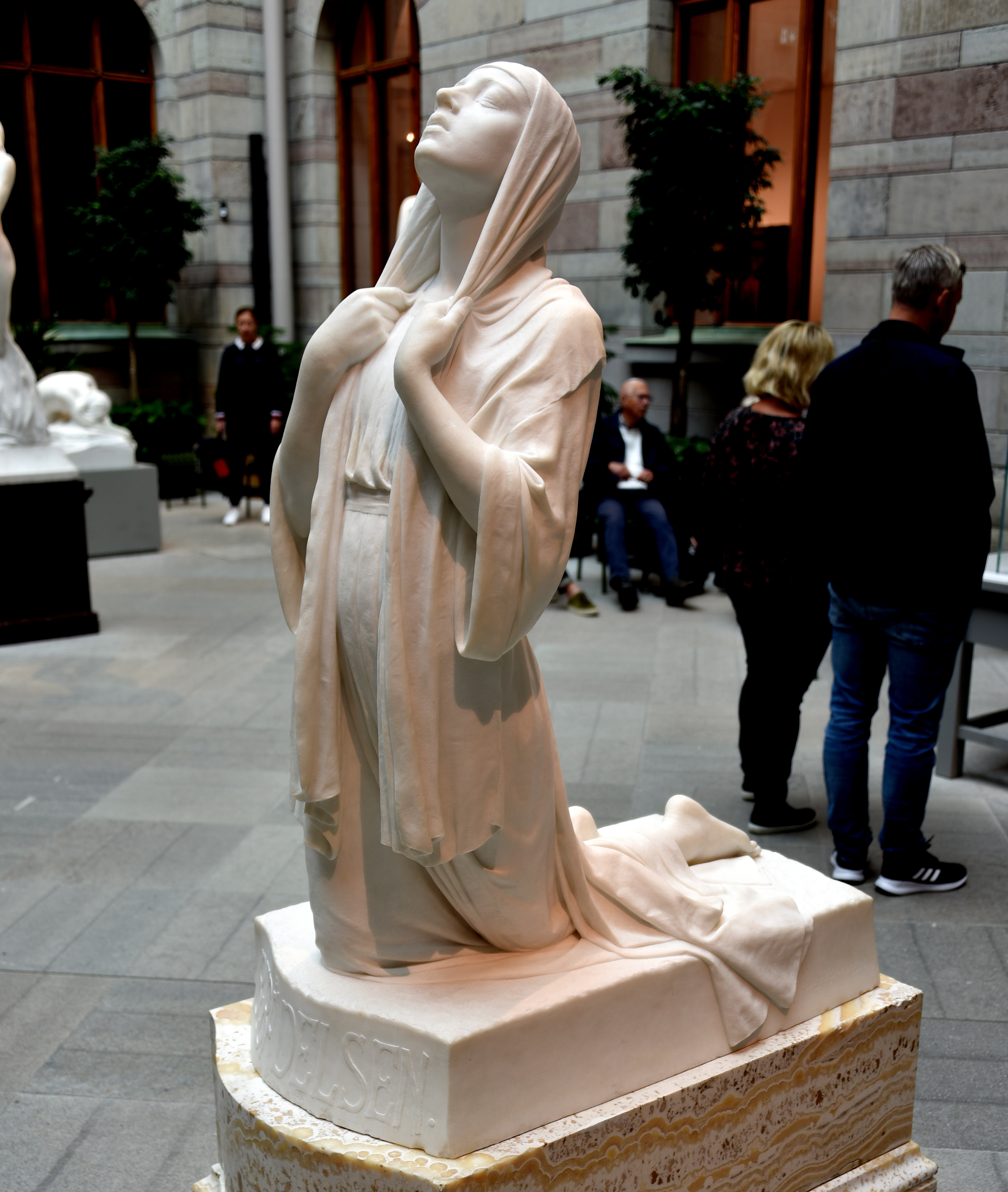
Bebådelsen ('De annunciatie', 1900) in het Nationalmuseum

- KulturNav: 1b6eabc6-8d92-416f-8ea2-7253f9fdc961